# Molí de Meranges
El Molí de Meranges és un molí del municipi de Meranges (Cerdanya) que forma part de l'Inventari del Patrimoni Arquitectònic de Catalunya.

## Descripció
Es tracta d'un antic molí reconstruït entre els anys 2008 i 2010 que en l'actualitat és un habitatge privat. El molí com a cos central és acompanyat per altres construccions de dimensions més petites com el paller o cobert, que a diferència de la resta és en estat ruïnós. Són dos edificis de planta rectangular que formen un (el molí) i les restes del paller al costat est. Per a la recuperació de l'edifici es van conservar l'estructura i els murs de maçoneria. Els acabaments actuals són en fusta i la teulada de dos vessants de materials moderns. A la part inferior es conserva en bon estat la boca del carcabà, dos ulls en arc apuntat en origen. Seguit d'aquest també es pot veure l'antiga séquia que conduïa l'aigua del riu Duran. La captació està situada a 100 metres aproximadament. Una de les moles d'aquest molí està situada a la font situada 100 metres amunt del molí, seguint la pista cap a Éller.

## Història
El Molí de Meranges originàriament s'utilitzava com a molí fariner, i com a generador de corrent elèctric fins als anys 30-40 que va quedar abandonat. Entre els anys 2008-2010, els nous propietaris de l'edifici van realitzar actuacions de rehabilitació del molí, per tal de destinar-lo a habitatge particular. S'ha rehabilitat el cos principal de l'antic molí, però el segon cos, situat de forma annexa, el pallars, està actualment en situació de perill d'esfondrament total, amb la teulada pràcticament ensorrada.